# Grange Batelière
Grange Batelière je malá podzemní řeka na pravém břehu Seiny v Paříži. Vytváří se z potoků na návrší Ménilmontant. Podle některých badatelů je podzemní řeka jen vedlejším ramenem Seiny a není tedy samostatným vodním tokem. Samotná Seina měla v období před čtvrtohorami velmi podobný průběh jako pozdější řeka Grange Batelière. Její jméno pochází podle názvu statku, který se u jejího břehu rozkládal ve 13. století. Pochází z francouzského označení pro dům převozníka nebo přístřešku pro člun. Ona sama pak dala jméno jedné pařížské ulici.

## Popis
Grange Batelière protéká zhruba na úrovni dnešních ulic Rue Chauchat, Rue de Provence, Rue du Faubourg-Montmartre a Rue de la Grange-Batelière podél pařížské opery, nikoliv však přímo pod ní. Pod budovou opery napájí umělé nádrže (jednu hlavní a dvě vedlejší), které slouží jako zásobárna vody při případném požáru. Řeka protéká pod obchodním domem Printemps, kde byly dříve organizovány prohlídky. Bezpečnostní předpisy však donutily obchod zrušit přístup k řece.

## Historie
Již v galo-římské Lutetii dodávala řeka tehdejším obyvatelům pitnou vodu. Stejně jako se na levém břehu řeka Bièvre postupně proměnila v 18. a 19. století na odpadní stoku, postihl tento osud i řeku Grange Batelière, takže její vody musely být svedeny do podzemí a staly se součástí systému pařížských stok.

## Řeka v kultuře
V románu Fantom opery autora Gastona Lerouxe z roku 1911 tvořila Grange Batelière širokou splavnou řeku pod Paříží, po které se Fantom vydával na cesty.